# Simone Plé-Caussade
Simone Plé-Caussade (* 14. August 1897 in Paris; † 6. August 1986 in Bagnères-de-Bigorre) war eine französische Komponistin, Pianistin und Musikpädagogin.

## Leben und Wirken
Simone Plé-Caussade studierte am Pariser Konservatorium bei Alfred Cortot, Henri Dallier und Georges Caussade (1873–1936), ihrem späteren Ehemann. 1928 übernahm sie die Klasse ihres Mannes am Konservatorium. Zu ihren Schülern zählten u. a. Jean-Etienne Marie, Makoto Shinohara, Tolia Nikiprowetzky, Serge Nigg, Betsy Jolas, Gilbert Amy, Herbert de Castro, Jean-Louis Petit, Bruce Mather, Pierre Gabaye, Noël Lancien, Monique Cecconi-Botella und Serge Gut.
Sie komponierte kirchenmusikalische Werke, Lieder, Orgelstücke, Chorwerke, Kammermusik und zwei Sammlungen von Klavierstücken für Kinder.
| Personendaten    | Personendaten                                          |
| ---------------- | ------------------------------------------------------ |
| NAME             | Plé-Caussade, Simone                                   |
| KURZBESCHREIBUNG | französische Komponistin, Pianistin und Musikpädagogin |
| GEBURTSDATUM     | 14. August 1897                                        |
| GEBURTSORT       | Paris                                                  |
| STERBEDATUM      | 6. August 1986                                         |
| STERBEORT        | Bagnères-de-Bigorre                                    |